# Anagrus capensis
Anagrus capensis är en stekelart som beskrevs av Karl-Johan Hedqvist 1960. Anagrus capensis ingår i släktet Anagrus och familjen dvärgsteklar. Inga underarter finns listade i Catalogue of Life.